# Lambeth Bridge
Le Lambeth Bridge est un pont pour automobiles et piétons traversant la Tamise dans une direction est-ouest dans le centre de Londres ; le fleuve y coule vers le nord. En aval, le prochain pont est Westminster Bridge ; en amont le précédent est Vauxhall Bridge.
Le plus remarquable dans la couleur de la peinture actuelle du pont est le rouge, la même couleur que les bancs de cuir à la Chambre des lords, qui est à l'extrémité sud du Palais de Westminster, proche du pont. Ceci est en contraste avec le pont de Westminster qui est principalement vert, de la couleur même des bancs de la Chambre des communes, à l'extrémité nord de la Chambre du Parlement.
À l'est, à Lambeth on trouve Lambeth Palace, l'Albert Embankment, St Thomas' Hospital, et l'Organisation maritime internationale. À l'ouest, à Westminster, on trouve Thames House (QG du MI5), derrière il y a Horseferry House (QG du National Probation Service (en)), et Clelland House et Abel House (QG du His Majesty's Prison Service), et la Millbank Tower et Tate Britain. Le Palais de Westminster est à pied en aval vers le nord en passant par les jardins Victoria Tower Gardens.
Le pont est monument classé de Grade II.

## Historique
La structure actuelle, cinq arcs en acier, conçue par l'ingénieur Sir George Humphreys (en) et de l'architecte Sir Reginald Blomfield, a été construite par Dorman Long (en) et a été inauguré le 12 juillet 1932 par le roi George V et la reine Mary.
Initialement à quatre voies de la circulation routière (maintenant réduite à trois voies, dont une voie de bus vers l'est) il joint un rond-point au nord de Lambeth Palace à un autre rond-point, où se rejoignent Millbank Road et Horseferry Road (le nom de la rue donne une indication sur une ancienne manière de traverser le fleuve : Un ferry exploité sur ce site pendant quelques années).
Les obélisques à chaque extrémité sont en pierre surmonté d'ananas, comme un hommage à un résident de Lambeth, John Tradescant, qui est censé avoir apporté le premier ananas en Grande-Bretagne.
La structure précédente était un pont suspendu, 828 pieds (252,4 m) de long, conçu par Peter W. Barlow. Une loi du Parlement en 1860 a permis l'ouverture d'un pont à péage en 1862 mais des doutes quant à la sécurité, couplés avec des approches malaisées ont dissuadé le trafic des véhicules hippomobiles, il est vite devenu presque exclusivement utilisé comme un passage pour piétons. Il a cessé d'être un pont à péage en 1879 lorsque le Metropolitan Board of Works a assumé la responsabilité de son entretien - il était alors fortement corrodé.

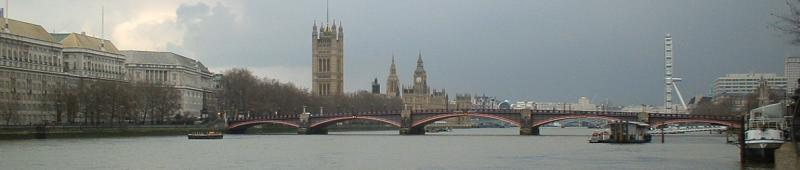
Lambeth Bridge vu de Albert Embankment, vers le nord, en aval. Thames House est à l'extrême gauche.
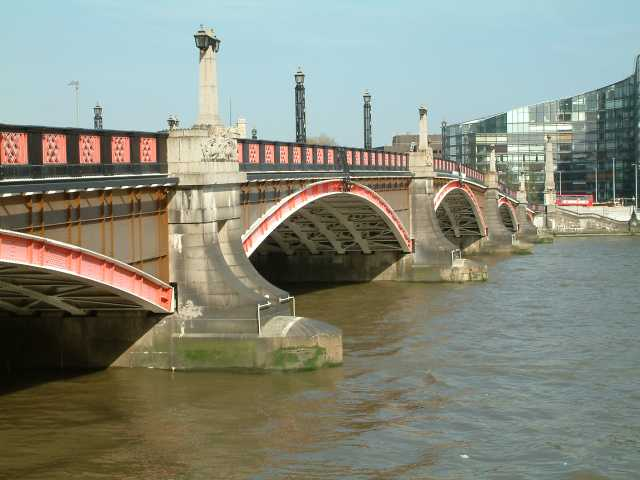
Lambeth Bridge depuis de Millbank, face à l'est, vers Lambeth.
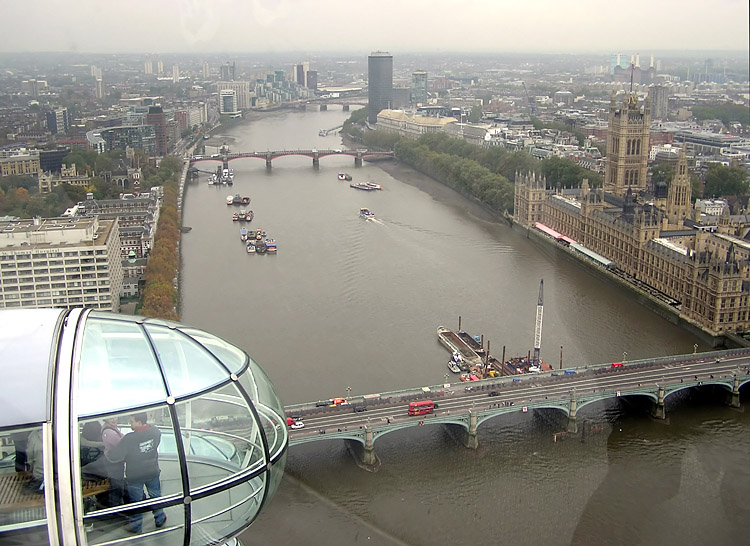
Un bateau va vers Lambeth Bridge, vu de la grande roue London Eye

## Lambeth Bridge dans la culture populaire
Le pont a été utilisé dans le film Harry Potter et le prisonnier d'Azkaban pour une scène où le Magicobus doit passer entre deux poids-lourd.

## Sources
- (en) Cet article est partiellement ou en totalité issu de l’article de Wikipédia en anglais intitulé « Lambeth Bridge » (voir la liste des auteurs).